# Phymatodes pitcairnensis
Phymatodes pitcairnensis là một loài dương xỉ trong họ Dipteridaceae. Loài này được Brownlie mô tả khoa học đầu tiên năm 1961.
Danh pháp khoa học của loài này chưa được làm sáng tỏ. 